# Roman Gomola
Roman Gomola (Trenčín, Checoslovaquia, 8 de diciembre de 1973) es un deportista checo que compitió en bobsleigh. Ganó una medalla de oro en el Campeonato Europeo de Bobsleigh de 2007, en la prueba doble.

## Palmarés internacional
| Campeonato Europeo | Campeonato Europeo         | Campeonato Europeo | Campeonato Europeo |
| Año                | Lugar                      | Medalla            | Prueba             |
| ------------------ | -------------------------- | ------------------ | ------------------ |
| 2007               | Cortina d'Ampezzo (Italia) | Medalla de oro     | Doble              |